# Ronnie Radke
Pour les articles homonymes, voir Radke.
Ronnie Radke (né le 15 décembre 1983, à Las Vegas, aux États-Unis) est le nom artistique de Ronald Joseph Radke, un musicien et compositeur américain. Il est le fondateur et chanteur du groupe Falling in Reverse, ainsi qu'ex-chanteur et membre fondateur du groupe Escape the Fate.
Il acquiert sa notoriété dans les années 2000 au sein du groupe Escape the Fate, avant d'en être expulsé en 2008 suite à une peine de prison pour non respect de sa période de probation. Lors de son incarcération, il crée un nouveau groupe, From Behind These Walls rapidement renommé en Falling in Reverse, qui enregistre ses premiers morceaux à la sortie de prison de Ronnie Radke, en décembre 2010.

## Carrière
Ronald Radke, né le 15 décembre 1983, a grandi dans une famille pauvre avec son père, son frère aîné et sa grand-mère, abandonné par sa mère pour raisons inconnues. Il apprend à jouer du piano et de la guitare dans ses premiers groupes. Il commence à jouer Blink 182 (chansons à la guitare). Il a formé plusieurs groupes au lycée. Radke s'enfuit de chez lui pour jouer dans son premier groupe avec son ami Mitch (rencontré au lycée) appelé 3.0. qui « sonnait exactement comme Blink 182 », selon Radke. Il vit alors avec Mitch et sa mère. Ils jouent quelques concerts dans différents lieux comme The Chain Reaction et The Huntridge à Las Vegas. Après la bande, Radke revient avec son père et annonce qu'il a abandonné ses études. Radke rencontre Max Green (du groupe Almost Heroes) à un concours de jeunes talents. Ils deviennent assez vite amis, formant le groupe True Story, qui enregistre une démo qui contenait la piste "This Is Not The End". Radke commence à screamer dans le groupe après avoir été inspiré par Thrice, puis se met progressivement à chanter, formant lentement Escape The Fate.
En 2004, il forme le groupe Escape the Fate avec le guitariste Omar Espinosa et le batteur Robert Ortiz. En à peine un mois, le groupe avait déjà réussi à gagner du succès dans le pays. En septembre 2005, ils gagnent un concours de radio locale jugé par My Chemical Romance, qui leur donnent l’occasion de faire l’ouverture de l’un des concerts de leur tournée avec Alkaline Trio et Reggie and the Full Effect. Fin 2005, ils signent sous le label Epitaph Records et sortent leur premier EP de cinq chansons intitulées There's No Sympathy for the Dead.
Le 26 septembre 2006, le groupe sort son premier album, Dying Is Your Latest Fashion, composé de titres simples tels que Not Good Enough for Truth in Cliché et Situations. Dying Is Your Latest Fashion atteint la 12e place dans la catégorie « Heatseekers » du magazine Billboard et la 19e de la catégorie « Albums indépendants ».
Après sa sortie de prison, Ronnie monte un nouveau groupe en 2008, initialement appelé From Behind These Walls (nom qui sera changé car jugé trop moralisateur par Ronnie pour un ancien détenu), qui deviendra Falling In Reverse. Durant son incarcération, Ronnie a pris son temps pour écrire et trouver des mélodies, il aura donc fallu attendre un peu plus d’un an après sa sortie pour que le premier album de Falling In Reverse, « The Drug In Me Is You » voie le jour, le 26 juillet 2011. L’album sera bien accueilli et connaîtra le succès, notamment grâce aux hits « The Drug In Me Is You » et « Good Girls Bad Guys ».
En 2013, Ronnie prend un tournant musical avec son groupe en y intégrant de nouveaux styles qui se marieront avec le style metalcore/post-hardcore du groupe. Avec la sortie du single « Alone » (qui provoquera dans un premier temps la colère et l’incompréhension des fans face à ce mélange rap/metalcore) puis la sortie du deuxième album du groupe « Fashionably Late », Falling In Reverse intègre des morceaux comportant du rap, de l’électro, du dubstep, de la pop et de la country. L’album sera bien accueilli, malgré de nombreuses critiques par rapport à ce virage musical, Ronnie sera félicité pour sa capacité à s’adapter à tous types de morceaux, et notamment pour sa capacité à rapper, qui a surpris beaucoup de monde. En 2014, Ronnie publie une mixtape rap intitulée « Watch Me », qui reçoit un bon accueil du public malgré une faible promotion.

## Affaires judiciaires et controverses

### Expulsion de Escape the Fate, condamnation pour non respect de sa probation et délits connexes
En 2006, Ronnie Radke est expulsé du groupe Escape the Fate une semaine avant la sortie de Dying Is Your Latest Fashion en raison de son implication dans la mort d'un jeune homme. Plus tard, il est révélé que Radke était addict à plusieurs drogues et a rencontré divers problèmes. Il est condamné à une peine de prison pour son rôle dans l'altercation ayant conduit à la mort de Michael Cook, ainsi que pour provocation à un combat armé, port dissimulé d'une arme, et possession d'une arme dangereuse. Lors d'une interview en prison, Ronnie Radke a affirmé que les véritables responsables étaient Chase Rader, qui était armé au moment de l'incident, et Max Green, qui avait initié la bagarre. Toutefois, Chase Rader et Marcel Colquitt ont été acquittés après avoir plaidé la légitime défense. Ronnie Radke a été condamné à verser 92 372 $ à la mère de Cook et a purgé 5 ans de liberté conditionnelle. Après avoir violé les conditions de sa liberté conditionnelle, il a été condamné à deux ans et demi de prison supplémentaires.

### Agression physique lors d'un concert
En 2012, au cours d'un concert, Radke a jeté plusieurs pieds de microphone dans la foule, blessant une jeune fille de seize ans et un homme de 24 ans. La jeune fille a souffert de contusions et d’une coupure à la tête, tandis que l’homme a été soigné sur place. À la suite de l'incident, Radke a été arrêté par la police de Jackson et accusé d'agression simple et d'agression aggravée. Radke a été libéré sous caution de 25 000 dollars. En janvier 2023, Radke a affirmé sur les réseaux sociaux n’avoir jamais présenté d’excuses pour cet incident, estimant que les dommages financiers perçus par la victime avaient (presque 1 million de Dollars), en réalité, bénéficié à son image publique. Il a comparé cet incident à d’autres situations similaires impliquant des artistes célèbres pour souligner que de tels incidents ne sont pas inhabituels dans le milieu de la musique.

### Accusation de violence conjugale
Le 14 mai 2014, Ronnie Radke se retrouve devant la justice à cause d'une plainte pour violences déposée par son ancienne petite amie, Sally Watts, pour des faits survenus en 2012. Radke a plaidé non coupable des accusations de violence domestique, mais coupable de trouble à l'ordre public.

### Affaire de viol: acquittement et dommages-intérêts
En juin 2015, Ronnie Radke a été accusé de viol par Katelynd “Kacee” Boswell,, une femme de l'Utah. Kacee a affirmé que Radke l'avait agressée sexuellement, provoquant des blessures telles qu'une mâchoire fracturée et une déchirure vaginale. Radke a rejeté ces accusations, soulignant l'absence de preuves et d'arrestation, malgré les témoignages de deux personnes. Il a également affirmé avoir un alibi et a intenté une action en diffamation contre Kacee. Le 13 juillet 2016, un jugement par défaut a été rendu en faveur du demandeur, Ronald Radke. Le tribunal a accordé à Radke 5 974,02 $ de dommages-intérêts.

### Dispute publique avec Andy Cizek de Monuments
Le 9 mars 2023, une dispute éclate sur Twitter entre Ronnie Radke et Andy Cizek, leader de Monuments, à la suite d'allégations de violence physique contre Radke. Une femme accuse Radke d'une agression qui aurait eu lieu huit ans plus tôt.

### Soutien à une organisation d'extrême-droite et positions transphobe
En 2023, Radke critique sur Twitter l'idée qu'une personne trans puisse avoir des règles, qualifiant cette notion d'offensante pour les femmes. Radke a également dénoncé la pression sociale et les suppressions de comptes sur TikTok en raison de discours transphobes, affirmant que cela censure la réalité biologique des femmes.  Ces déclarations ont intensifié les critiques à son égard pour ses positions discriminatoires.
En juin 2024, Ronnie  Radke lance une campagne de t-shirts intitulée « Pander Express - Leave the kids alone », une référence aux restaurants Panda Express, avec un jeu de mots où « Panda » est remplacé par « Pander », pouvant se traduire par « Proxénète express : Laissez les enfants tranquilles ». Le design du t-shirt inclut un drapeau LGBT derrière un panda. Ronnie Radke annonce que 100 % des bénéfices seront reversés à l'association Gays Against Groomer (en), une organisation américaine d'extrême droite connue pour ses positions transphobes et anti-LGBT. Cette organisation mène des campagnes contre la transition des mineurs transgenres, organise des manifestations contre l'intégration des thématiques LGBT dans les programmes scolaires, et critique des événements tels que les Drag Queen Story Hours.

### Annulation de tournée de Spiritbox due à la controverse
En mars 2023, Spiritbox a annulé sa participation à la tournée estivale de Falling in Reverse à la suite de la controverse entourant Ronnie Radke. L'annulation survient alors que Radke est confronté à de nouvelles accusations d'agression physique, qu'il nie vigoureusement. La situation s'est intensifiée lorsque Radke a défendu Brandon Hoover, guitariste de Crown the Empire, contre des accusations similaires, en critiquant Chris Motionless de Motionless in White pour avoir exclu Hoover de la tournée sans preuve judiciaire.

## Discographie

### Albums

#### Avec Escape the Fate
- 2005 : Escape The Fate EP
- 2006 : There's No Sympathy for the Dead
- 2006 : Dying Is Your Latest Fashion
- 2007 : Situations EP

#### Avec Falling in Reverse
- 2009 : Listen Up!
- 2011 : The Drug In Me Is You
- 2013 : Fashionably Late
- 2015 : Just Like You
- 2017 : Coming Home
- 2024 : Popular Monster

#### Solo
- 2014 : Watch Me - Mixtape

### Vidéos

#### Avec Escape the Fate
- 2005 : Not Good Enough For Truth In Cliché (Demo)
- 2006 : There's No Sympathy For The dead
- 2006 : Not Good Enough For Truth In Cliché
- 2007 : Situations

#### Avec Falling in Reverse
- 2011 : The Drug In Me Is You
- 2011 : I'm Not A Vampire
- 2012 : Raised by Wolves
- 2012 : Good Girls Bad Guys
- 2013 : Alone
- 2013 : Fashionably Late
- 2013 : Bad Girls Club
- 2014 : Gangsta's Paradise
- 2016 : Chemical Prisoner
- 2018 : Losing My Mind
- 2018 : Losing My Life
- 2019 : Drugs
- 2019 : Popular Monster
- 2020 : The Drug In Me Is Reimagined
- 2020 : Carry On
- 2021 : I'm Not A Vampire Revamped
- 2022 : Zombified
- 2022 : Voices In My Head
- 2023 : Watch The World Burn
- 2023 : Last Resort (Reimagined)
- 2024 : Ronald
- 2024 : All my life
- 2024 : Prequel
- 2025 : God is a weapon
- 2025 : All My Women